# Prüm-Türenwerk

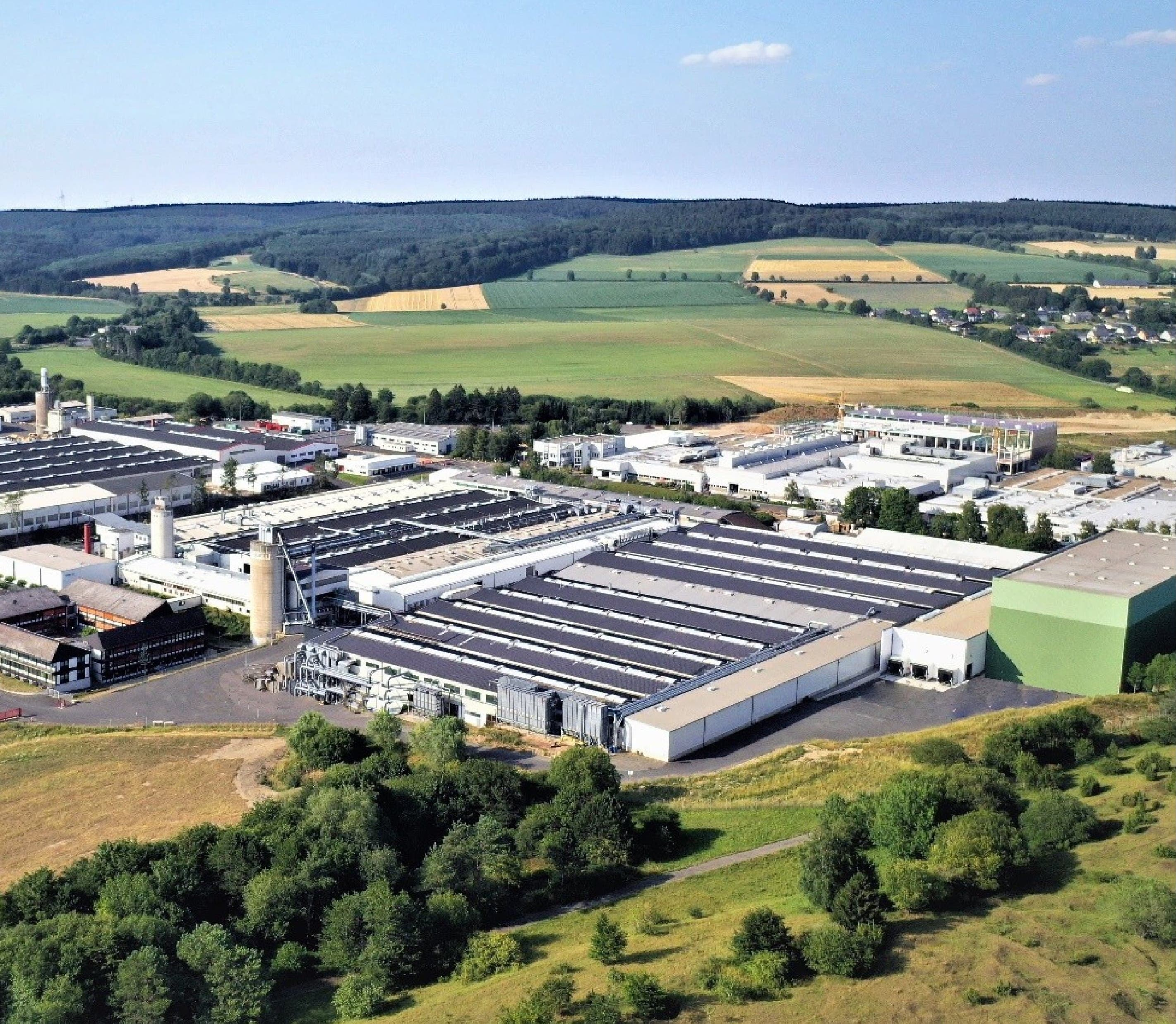
PRÜM Lager von oben

Die Prüm-Türenwerk GmbH (Eigenschreibweise PRÜM-Türenwerk) ist ein Hersteller von Innentüren und Türzargen. Das Unternehmen bedient das Marktsegment der Wohnrauminnentüren und der Funktionstüren. Der Türenhersteller hat seinen Sitz in Weinsheim bei Prüm in der Eifel. Der Ort in Rheinland-Pfalz ist der Namensgeber des Unternehmens. Prüm-Türenwerk bildet neben RWD Schlatter, Invado und Garant die Division Türen der Arbonia AG in Arbon (Schweiz).

## Geschichte
Das Prüm-Türenwerk wurde 1970 von der Streif Fertighaus AG als Tochterunternehmen unter dem Namen Bauelemente Prüm in Weinsheim gegründet. Als reiner Zulieferbetrieb produzierte das Unternehmen zunächst Türzargen mit sieben Mitarbeitern. Ab 1974 stellt die Bauelemente Prüm neben industriell gefertigten Standard-Innentüren auch erste Sondertüren her. Das Sortiment war klein und einfach strukturiert. Im Jahr 1987 begann Prüm-Türenwerk mit der Serientürenproduktion. 
2004 verkaufte die Streif-Mutter Hochtief das Prüm Türenwerk an die Investmentgesellschaft Halder, das es ab 2005 gemeinsam mit Garant Türen- und Zargen (Ichtershausen) als Prüm-Garant führte. Im Geschäftsjahr 2006 erwirtschaftete Prüm-Garant 113 Mio. Euro Umsatz. Im Mai 2007 übernahm die Looser Holding Prüm-Garant für einen nicht genannten Preis. Mit der Übernahme von Looser durch AFG kam das Unternehmen im Dezember 2016 an die Arbonia-Gruppe.
2020 begann der Bau eines neuen Zargenwerks auf einem 40.000 m² großen Grundstück im Industriegebiet von Weinsheim. Die Produktionshalle soll einschließlich Peripheriegebäude eine Fläche von 25.000 m² einnehmen. Ein zweites Hochregallager mit einer Grundfläche von 3.500 m² bei einer maximalen Höhe von 15 Metern ergänzt den Standort.
Im Jahr 2021 erfolgte die Integration der Division Sanitär in die Division Türen, mit Fokus auf Holz- und Glaslösungen.
2022 beschäftigt Prüm nach eigenen Angaben über 800 Mitarbeiterinnen und Mitarbeiter und bildet demgemäß jährlich 20–30 Auszubildende in neun Ausbildungsberufen und zwei dualen Studiengängen aus.

## Produkte
Das Innentürensortiment umfasst Zimmertüren – Drehtüren, Pendeltüren, Schiebetüren – in verschiedenen Ausführungen – Türen mit Glasausschnitt, raumhohe Türen, Doppelflügeltüren – und Designprogrammen – Standard, Stil, Elegance, Lifestyle, Royal sowie Ganzglastüren, Smartdoors und Hotelsystemtüren. Zudem bietet Prüm Tür-, Beschlag- und Oberflächenlösungen für Hotels an.
Das Funktionstüren-Programm umfasst barrierefreie Türen, Schallschutz-Türen, Einbruchschutztüren, Brand- und Rauchschutztüren, Strahlenschutz- und Wärmeschutztüren, Nass- und Feuchtraum-Türen.